# 内特河
内特河（荷蘭語：Nete，荷蘭語發音：[ˈneːtə]，法語發音：[nɛt]）是比利时弗拉芒大區安特衛普省的河流，是吕珀尔河的右支流，长13千米，由大内特河与小内特河于利尔汇流而成，于吕姆斯特流入吕珀尔河。